# Angustonicus koghensis
Angustonicus koghensis är en kackerlacksart som beskrevs av Pellens, R. 2004. Angustonicus koghensis ingår i släktet Angustonicus och familjen storkackerlackor.
Artens utbredningsområde är Nya Kaledonien. Inga underarter finns listade i Catalogue of Life.